# Phygadeuon salinus
Phygadeuon salinus är en stekelart som först beskrevs av Kiss 1924.  Phygadeuon salinus ingår i släktet Phygadeuon och familjen brokparasitsteklar. Inga underarter finns listade i Catalogue of Life.